# Craig Thomas (Autor)
Craig David Thomas (* 24. November 1942 in Cardiff, Wales; † 4. April 2011 in Somerset) war ein britischer Autor von Thrillern.
Craig Thomas wurde 1942 als Sohn des Journalisten und Autors J.B.G. Thomas in Cardiff geboren. Er besuchte die Cardiff High School, studierte am University College Cardiff und lehrte danach mehrere Jahre englische Sprache und Literatur. Als Thrillerautor wurde er 1977 mit dem Werk Firefox bekannt, Vorlage für den gleichnamigen Film von Clint Eastwood. Vielen gilt er als Erfinder des „Techno-Thrillers“, einer Romanart, die vor allem mit Tom Clancys Romanen bekannt wurde, Polit- und Spionagethriller mit einem hohen Maß an Technikorientierung, bei den genannten Autoren geprägt durch den Rüstungswettlauf des Kalten Krieges. So enthält u. a. Thomas’ Reihe um den US-Piloten Mitchell Gant sehr genau recherchierte historische und technische Details, die der Fiktion der Romane eine große innere Authentizität geben.
Im April 2011 starb er an einer Pneumonie, die er sich infolge einer akuten myeloischen Leukämie zugezogen hatte.

## Bibliografie

### Serien
Pilot Mitchell Gant 
1. Firefox, München Heyne 1982, Übers. Sepp Leeb (Firefox 1977)
2. Firefox Down, München Heyne 1985, Übers. Sepp Leeb (Firefox Down 1983)
3. Habicht, Zürich Benziger 1987, Übers. Wulf Bergner (Winter Hawk 1987)
4. Different War 1997, keine dt. Übersetzung

 MI5 Kenneth Aubrey 
1. Schneefalke, München Heyne 1984, Übers. Albrecht Pabst (Snow Falcon 1979)
2. Jade-Tiger, München Heyne 1983, Übers. Sepp Leeb (Jade Tiger 1982)
3. Der Maulwurf der Bär und der Löwe, Zürich Benziger 1986, Übers. Wulf Bergner (Bear's Tears aka Lion's Run 1985)
4. Auge um Auge, Bayreuth Hestia 1989, Übers. Ingo Angres (All the Grey Cats aka Wildcat 1988)
5. Die Krähe, München Heyne 1997, Übers. Alessandro Ricciarelli (Hooded Crow 1991)

 Ex-Agent Patrick Hyde 
1. Der letzte Rabe, Hamburg Hoffmann und Campe 1991, Übers. Jörn Ingwersen (Last Raven 1990)
2. Schlangenspiel, München Heyne 1996, Übers. Alessandro Ricciarelli (Playing with Cobras 1993)
3. In der Hitze des Dschungels, München Pavillon 2000, Übers. Olaf Kraemer (Slipping into Shadow 1998)

### Einzelromane
- Wolfsjagd, München Heyne 1987, Übers. Sepp Leeb (Wolfsbane 1978)
- Der Fuchs, München Heyne 1987, Übers Sepp Leeb (Emerald Decision 1980)
- See-Leopard, München Heyne 1985, Übers. Sepp Leeb (Sea Leopard 1981)
- Gesetz der Rache, München Heyne 1997, Übers. Michael Windgassen (Wild Justice 1995)
- Rat Trap 1976, keine dt. Übersetzung
- Moscow 5000 1979, keine dt. Übersetzung. Veröffentlicht unter dem Pseudonym David Grant.